# Ingeborg Sjöqvist
Ingeborg Maria Sjöqvist est une plongeuse suédoise née le 19 avril 1912 à Kalmar et morte le 22 novembre 2015 à Rydebäck.

## Biographie
Aux Jeux olympiques d'été de 1932 à Los Angeles, elle est quatrième du plongeon en plateforme à 10 mètres. Elle se classe neuvième de l'épreuve aux Jeux olympiques d'été de 1936 à Berlin.
Elle est aussi à deux reprises médaillée d'argent aux Championnats d'Europe, en 1931 à Paris et en 1934 à Magdebourg.
Elle est la sœur de Lala Sjöqvist.